# Volta-Kongospråk
Volta-Kongospråk är en stor gren (i fråga om antal språk) av språkfamiljen Niger-Kongospråk. Volta-Kongospråken, som utgör en del av Atlant-Kongospråken inom Niger-Kongospråken, indelas i två större grupper: östlig och västlig. Västliga Volta-Kongospråk består av kruspråk, gurspråk och Adamawa-Ubangispråk och troligen senufospråk (om dessa inte inräknas i gruppen gurspråk). Östliga Volta-Kongospråk består av kwaspråken och Benue-Kongospråken, av vilka den senare innefattar den välkända och särskilt talrika gruppen bantuspråk. 
Bland annat genom den jämförande språkforskning som utfördes av John M. Stewart under 1960- och 1970-talen har man lyckats fastställa Volta-Kongospråkens gemensamma ursprung och klargöra deras interna struktur. Vokalsystemen inom Volta-Kongospråk har blivit föremål för mycket historisklingvistisk debatt. Casali (1995) försvarar hypotesen att proto-Volta-Kongospråket ursprungligen hade ett vokalsystem med nio eller tio vokaler och tillämpade vokalharmoni och att denna uppsättning har reducerats till ett sjuvokalsystem i många Volta-Kongospråk. Ghana-Togo-bergsspråken är exempel på språk där nio- eller tiovokalsystem fortfarande återfinns. 
Williamson och Blench (2000) noterar att det i många fall är svårt att dra klara gränser mellan det respektive undergrupperingarna inom Volta-Kongospråken och föreslår att detta kan tyda på mångfalden i ett dialektkontinuum snarare än en tydlig uppdelning i olika grupper. Detta har tidigare föreslagits av Bennet (1983, som referas i Williamson och Blench 2000:17) i fallet med grupperna gurspråk och Adamawa-Ubangispråk.